# Tlen.pl
Tlen.pl – polski komunikator internetowy. Był on integralną częścią portalu internetowego o2.pl. Według umowy licencyjnej dołączonej do programu udostępniany był na zasadach freeware, ale w rzeczywistości był to program adware.
Jego protokół komunikacyjny to zmodyfikowany XMPP. Jednakże łączenie z serwerem było możliwe tylko za pomocą oryginalnego klienta lub też innych, przeznaczonych do obsługi zmodyfikowanego protokołu Tlenu, a nie standardowego XMPP.
Komunikator został najpierw nieoficjalnie porzucony przez swoich twórców, zaś w maju 2016 r. – ostatecznie wyłączony.

## Opis
Tlen.pl domyślnie umożliwiał komunikację z użytkownikami sieci Jabber (m.in. Google Talk i iChat) oraz Gadu-Gadu. Głównymi jego funkcjami były prowadzenie rozmów w czasie rzeczywistym, przesyłanie wiadomości, czat, przesyłanie plików, prowadzenie rozmów głosowych, prowadzenie wideokonferencji, wysyłanie SMS-ów.
Rozmowy były szyfrowane algorytmem AES, wymiana kluczy następowała przy pomocy RSA.
Interfejs komunikatora był bardzo elastyczny. Oparty na XML-u, umożliwiał użytkownikom wprowadzanie drobnych poprawek, jak również tworzenie własnych dodatków takich jak skórki, style rozmowy, zestawy ikon, czy zestawy dźwięków (bez większej znajomości języka, a dzięki edytorom praktycznie zerowej).
W wersji 4.0 udostępniono rozbudowane API, które umożliwiło programistom rozszerzenie funkcji samego komunikatora.
Możliwe stało się napisanie dodatków rozbudowujących możliwości np. wysyłania SMS-ów, funkcji archiwum, jak również komunikację z innymi sieciami IM.
Wraz z tlenowym kontem użytkownik otrzymywał skrzynkę pocztową o pojemności 30 GB w czterech domenach:
- tlen.pl
- o2.pl
- go2.pl
- prokonto.pl

Dnia 4 marca 2009 roku komunikator ten został wydany na platformę GNU/Linux, a 12 marca 2009 również na platformę macOS.
W październiku 2010 roku komunikator miał około 441 tys. użytkowników. Oznaczało to około 100 tys. użytkowników mniej w stosunku do października 2009 roku.
Od początku roku 2010 dało się zaobserwować duży spadek w częstotliwości uaktualnień programu, rozwój aplikacji znacząco zwolnił. Ostatnia data aktualizacji programu to 17 kwietnia 2011.
Tlen nie był już dłużej wspierany przez producenta i zaczął być powoli wycofywany z rynku. Oficjalne stanowisko grupy o2 brzmiało: „obecnie rozwój i wszelkie prace nad komunikatorem zostały wstrzymane”.
Z dniem 10 maja 2016 roku Tlen.pl został ostatecznie wyłączony, a domena komunikatora przekierowuje na stronę poczty portalu o2.pl.

## Możliwości programu
Możliwości komunikatora to między innymi:
- wiadomości tekstowe
- metakontakty
- wysłanie alarmu rozmówcy
- informacja o tym, czy dany rozmówca w tej chwili coś pisze
- przesyłanie obrazków w oknie rozmowy
- przesyłanie plików dzięki połączeniom bezpośrednim
- rozmowy głosowe
- wideokonferencje
- tlenofon – rozmowy telefoniczne
- czaty
- poczta elektroniczna (skrzynka o pojemności 30 GB)
- obsługa rozmów oraz przesyłania plików i obrazków z Gadu-Gadu
- kilkuosobowe konferencje
- duża liczba statusów(inne języki) (dostępny/porozmawiajmy/jestem zajęty/zaraz wracam/wrócę później/niewidoczny/niedostępny)
- wysyłanie SMS-ów do polskich operatorów komórkowych
- statusy opisowe
- blokowanie wybranych kontaktów
- system autoryzacji utrudniający rozsyłanie spamu
- możliwość zmiany wyglądu poprzez skórki (ang. skins)
- zmiana stylów rozmowy
- dostęp przez przeglądarkę WWW (Java)
- wtyczki umożliwiające rozwój możliwości programu:
  - obsługa sieci AQQ, MSN
  - obsługa protokołu XMPP (aktualnie dotyczy tylko wersji testowych)
  - program TV
  - telewizja internetowa i radio
  - zablokowanie „łańcuszków szczęścia”
  - automatyczna sekretarka
  - obsługa wtyczek AQQ
  - obsługa Wikipedii
  - prognoza pogody dla każdego miasta
  - sprawdzenie pisowni
  - sprawdzanie, czy są nowe wersje wybranych programów
  - obsługa Winampa (między innymi możliwość wyświetlenia tytułu piosenki w opisie)
  - automatycznie sprawdzanie w katalogu publicznym kontaktów, których użytkownik nie ma na liście.